# Escuela de Ingeniería Industrial de la Universidad de Vigo
La Escuela de Ingeniería Industrial es un centro de la Universidad de Vigo donde se imparten estudios de ingeniería industrial. Está constituida en dos sedes una en el centro de la ciudad de Vigo y otra en el campus universitario de Vigo. Su sede fue diseñada y proyectada por Jenaro de la Fuente Álvarez.

## Historia
La Escuela de Ingeniería Industrial surge de la integración de los dos centros de los que disponía la Universidad de Vigo dentro del denominado ámbito de la ingeniería industrial: la Escuela Universitaria de Ingeniería Técnica Industrial y la Escuela Técnica Superior de Ingenieros Industriales.
La Escuela Universitaria de Ingeniería Técnica Industrial de Vigo se fundó hace más de 110 años. Desde su creación en 1901 sufrió varios cambios de denominación y de planes de estudio: nació con la denominación de Escuela Superior de Industria, posteriormente pasó a denominarse Escuela de Peritos Industriales con las titulaciones de peritos industriales de mecánica, química industrial y electricidad. En 1971 se transformó en la Escuela Universitaria de Ingeniería Técnica Industrial con la titulación de Ingeniería Técnica Industrial, y con las especialidades de Mecánica, Electricidad y Química Industrial, con una duración de tres años. En el año 1988 se integró la especialidad de Electrónica Industrial y Automática. En el año 2000 se implantaron los planes de estudio de Ingeniería Técnica Industrial especialidad Electricidad (dos intensificaciones), de Ingeniería Técnica Industrial especialidad Mecánica (cuatro intensificaciones), de Ingeniería Técnica Industrial especialidad Química Industrial (dos intensificaciones) y de Ingeniería Técnica Industrial especialidad Electrónica Industrial (dos intensificaciones).
La Escuela Técnica Superior de Ingenieros Industriales de Vigo nació en 1976 con las especialidades de Electrónica y Automática, con una duración de la titulación de seis años. Posteriormente, la oferta educativa se amplió con las especialidades de Organización Industrial, Electrotecnia y Mecánica. En el curso 2001 se modificaron los planes de estudio y pasó a una titulación de cinco años académicos con las intensificaciones de Mecánica, Construcción e Instalaciones,  Organización Industrial, Diseño y Fabricación, Electricidad y Automática y Electrónica. Además, se implantaron en la Escuela dos titulaciones de segundo ciclo: Ingeniería en Organización Industrial e Ingeniería en Automática y Electrónica Industrial.
En octubre de 2009 ambas escuelas iniciaron el estudio de la convergencia en un centro único con el objetivo de mejorar e integrar la gestión de las actividades docentes de los grados. En abril de 2010 fue aprobada en el Consejo de Gobierno de la Universidad de Vigo la creación de la Escuela de Ingeniería Industrial. Finalmente, en febrero de 2011 se publica en el Diario Oficial de Galicia la supresión de las antiguas escuelas y la creación de la nueva escuela.
En el curso 2010-2011 comenzó a impartirse el nuevo plan de estudios adaptado al Espacio Europeo de Educación Superior. Con más de 4.400 alumnos matriculados y 350 profesores es una de las escuelas más grandes del sistema universitario gallego.
En la actualidad la Oferta formativa se orienta a las enseñanzas en el ámbito de la Ingeniería Industrial a través de una oferta educativa versátil y actual de sus diferentes grados, másteres y programas de doctorado.
Estudios oficiales de grado de la EEI (240 créditos ECTS)
- Ingeniería en Tecnologías Industriales
- Ingeniería Eléctrica
- Ingeniería Mecánica
- Ingeniería en Electrónica Industrial y Automática
- Ingeniería en Organización Industrial
- Ingeniería en Química Industrial
- Ingeniería Biomédica

Másteres
- Máster en Ingeniería Industrial
- Máster en Ingeniería de Organización
- Máster en Contaminación Industrial: Evaluación, Prevención y Control
- Máster en Energía y Sustentabilidad
- Máster en Ingeniería de la Automoción
- Máster en Ingeniería de la Construcción
- Máster en Mecatrónica
- Máster en Prevención de Riesgos Laborales
- Máster en Procesos de Diseño y Fabricación Mecánica

Programas de doctorado
La fase de investigación se realiza a través de los programas de doctorado, todos ellos distinguidos con la "Mención hacia la Excelencia" por el Ministerio de Educación:
- Investigación en Tecnologías y Procesos Avanzadas en la Industria
- Ingeniería Química
- Ingeniería Térmica

## Premios y galardones
- Vigués distinguido en el año 2006.

- Medalla de Oro de Vigo en el año 2001.